# Raw Power (gruppo musicale)
I Raw Power sono un gruppo hardcore punk formatosi nel 1981 a Poviglio, piccolo comune della bassa reggiana. Il gruppo è considerato una delle band di punta della scena hardcore italiana degli anni ottanta.

## Storia

### 1979-1983: Dagli Off Limit ai Raw Power
Giuseppe Codeluppi, uno dei due fondatori, inizia a suonare la chitarra nel 1979 assieme ad alcuni ragazzi del suo paese e forma una piccola cover rock band, gli Off Limit, coinvolgendo sporadicamente suo fratello Mauro alla voce. In questo periodo, senza ancora una vera e propria identità musicale, Giuseppe si avvicina al punk grazie ai primi concerti nella penisola e conosce a Piacenza, in una taverna che dà spazio ai gruppi del genere che stanno nascendo, Maurizio Dodi. È proprio con Maurizio che ha inizio un nuovo progetto, ripartendo dal principio, trovando Helder Stefanini, poco più che un ragazzino, come batterista, e suo fratello maggiore Silvio come bassista. Il gruppo tiene per pochi mesi il nome Off Limit, dopodiché, grazie ad un disco degli Stooges, cambia e diventa Raw Power. Mauro, che già aveva cantato nella band di Giuseppe, viene coinvolto anche questa volta, ma, vivendo in Inghilterra, spesso per tutto il primo periodo viene sostituito alla voce da suo fratello.

### 1983-1984: DaRaptusaLast White Christmas
Dopo pochi concerti la band registra il primo Demo su cassetta Raw Power nel 1983 prodotto da Alberto Gorrani, due brani vengono inseriti nella compilation di punk italiano Raptus, prodotta dall'italiana Meccano Records, la stessa etichetta che pubblica l'album di debutto You Are The Victim pochi mesi più tardi. I Raw Power iniziano a ricevere consensi anche all'estero, e grazie al supporto di Jello Biafra dei Dead Kennedys, partecipano alla compilation di Maximum Rocknroll, Welcome to 1984, altri due brani finiscono poi sul secondo volume di Raptus della Meccano, intitolato Raptus: negazione e superamento (1984).
Nel 1984 una piccola etichetta statunitense, la BCT, ristampa nel proprio paese il primo demo, con l'aggiunta dello storico concerto a Pisa, il Last White Christmas, registrato nel 1983. Tramite la stessa etichetta ed una serie di contatti i Raw Power arrivano negli States nel 1984 per il loro primo tour, è la prima punk hardcore band italiana a proporsi al pubblico degli States. Qualche mese prima della partenza oltreoceano arriva il chitarrista Davide Devoti, futuro membro della band di Vasco Rossi, conosciuto da Maurizio che nella band di Devoti, i Chelsea Hotel, ci aveva suonato durante il servizio di leva. Di conseguenza Maurizio Dodi passa al basso.

### 1984-1985: Il primo tour americano adAfter Your Brain
Durante il primo tour negli States i Raw Power suonano a Los Angeles coi Dead Kennedys davanti a più di 4.000 persone. In quei giorni la Toxic Shock Records di Pomona, California si fa avanti per la pubblicazione del secondo album Screams From The Gutter. Viene registrato ad Indianapolis verso la fine di questo tour, nello studio di Paul Mahern degli Zero Boys, in un giorno e mezzo soltanto. Il disco esce nel 1985 e vende più di 40.000 copie tramite canali indipendenti, nello stesso periodo la BCT pubblica Live in the USA, una cassetta con tutti i migliori brani registrati in tour.
Seguono ancora date in Europa ed un nuovo tour americano nel 1985, Helder viene sostituito momentaneamente alla batteria da Fabiano Bianco dei Raff / Bloody Riot. Ancora nel 1985 registrano un 7", Wop Hour, che esce nuovamente per la Toxic Shock, che produrrà anche il terzo album, After Your Brain (1986), registrato questa volta in Italia e promosso di nuovo negli States, tutto con continui ritorni e cambi di formazione.

### 1989-2003: daLive DangeraStill Screming After 20 Years
Inizia una nuova era per la band: entra stabile al basso Alessandro Paolucci, Fabiano viene confermato alla batteria dopo problemi interni legati alla registrazione di Mine To Kill (Rat Cage 1989), quarto disco dei Raw Power. Segue il primo live ufficiale Live Danger (TVOR 1991) e Too Tough To Burn (Contempo 1992) che vedono come chitarrista assieme a Giuseppe il nuovo entrato Tommi Prodi.
A metà anni novanta inizia la pubblicazione di una serie di raccolte, un nuovo album in studio prodotto da Don Fury, Fight (Godhead 1995), un altro album Live intitolato Live From The Gutter (Godhead 1996) fino ad arrivare all'uscita del settimo full length Reptile House (West World 1998), il tutto con gli ennesimi cambi di formazione, tour Europei e dopo qualche anno un nuovo giro in America, organizzato da un vecchio amico dei Raw Power Tony Patino. Questo tour inizia e finisce a New York, e durante una data nel New Jersey viene rubata la strumentazione del gruppo in circostanze del tutto misteriose, dovute al fatto che il furgone della band di supporto, dove sono stati momentaneamente caricati gli strumenti, rimane lasciato incustodito. Tra le cose rubate c'è anche la chitarra che Giuseppe ha utilizzato per quasi due interi decenni. Al ritorno in Italia continuano i concerti e anche qualche partecipazione a programmi televisivi.
Continuando a suonare ininterrottamente ovunque, vengono organizzati altri tre tour americani. Sfortunatamente nel 1999 parecchie date vengono annullate a causa del ricovero di Mauro dovuto a calcoli renali, mentre nel 2000, dopo aver registrato Trust Me (Hello Records 2001), arriva una delle migliori serie di concerti degli ultimi anni. Il terzo di questa serie di tour sarà l'ultimo per Giuseppe negli Stati Uniti, perché il 6 ottobre del 2002 muore dopo un malore. La band ha da poco celebrato i 20 anni di carriera registrando il nuovo album Still Screming After 20 Years, che viene pubblicato poi nel 2003.
Perdendo il fondatore i Raw Power in un primo momento smettono di suonare, per poi decidere di continuare perché Giuseppe avrebbe voluto così.

### 2004-presente: La nuova formazione
Dopo parecchi cambi di formazione escono delle raccolte, il greatest hits The Hit List (Sudden Death 2004), Fuck Authority (SOA 2005), raccolta dei primi album, e The Reagan Years (Beer City 2010) con tutti i primi album della band e l'aggiunta di bonus tracks e materiale video su DVD. Tutte le uscite vengono arricchite con note personali scritte da Mauro e personaggi chiave della loro storia.
Nel 2010 dopo ben sette anni esce il nuovo disco Resuscitate (Pig 2010) registrato l'anno precedente a Seattle allo Studio Litho (di Stone Gossard dei Pearl Jam) durante l'ennesimo tour. Contiene ben ventiquattro nuovi brani più due cover degli Stooges ed una nuova versione del vecchio classico Mine To Kill. Quella di quest'album è stata la formazione più longeva che i Raw Power abbiano mai avuto, con Mauro Codeluppi (voce), Tommi Prodi (chitarra), Marco Massarenti (basso), Fabio Ferrari (batteria).
Nel 2012 l'italiana F.O.A.D. Records inizia a riproporre tutti gli album classici dei Raw Power, partendo dal primo Demo stampato per la prima volta su vinile, intitolato Birth, passando per i primi quattro dischi, aggiungendo per la prima volta materiale audio totalmente inedito, tra cui la scoperta di un Demo totalmente sconosciuto e risalente al 1982. Per la stessa etichetta, lo stesso anno, viene ristampato lo split 7" coi D.R.I. uscito nel 2001, questa volta in doppio flexi 7" colorato, con una bonus track inedita della band di Poviglio. Sempre nel 2012 esce No More Borders, un 4 way split 7" assieme a M.D.C., Söm-Hi Noise e Naked Aggression. Viene coprodotto da diverse etichette europee ed americane e contiene un brano inedito per ciascuna band.
Il 7 ottobre del 2012, sfortunatamente, un altro componente dei Raw Power, Luca "Lupus" Carpi, muore all'età di 34 anni. Pur non avendo partecipato all'incisione dell'ultimo disco è sempre rimasto anche nell'ultima formazione, suonando dal vivo e dividendo il palco con gli altri suoi compagni per quasi 15 anni.
Per tutto il 2013 il gruppo suona ininterrottamente nel proprio paese e in tutta Europa, ad aprile torna negli Stati Uniti e registra quello che sarà il nuovo album. Per l'occasione viene firmato un contratto con l'americana Beer City, e l'uscità del disco, intitolato Tired and Furious, è avvenuta a metà 2014.
Nel 2013 sono entrati nella formazione della band Paolo di Bernardo alla chitarra e Gianmarco Agosti alla batteria.
Nel 2014 e nel 2015 la band è in tour negli Stati Uniti.
Nel 2016 i Raw Power tornano in tour Europa, condividendo il palco con Agnostic Front e H2O.
Nel 2017 esce per Indiebox Records il nuovo album "Inferno", caratterizzato da alcune tracce cantate in italiano. Tra novembre e dicembre dello stesso anno la band effettua il suo primo tour in Australia, suonando nelle maggiori città del paese.
Nel 2018 Mattia "Berta" Bertani sostituisce Gianmarco Agosti alla batteria.
Nel 2019, assieme alla band italiana Cripple Bastards, i Raw Power effettuano il loro primo tour in Giappone.
Nel corso dei 30 anni di carriera i Raw Power dividono il palco con tutti i gruppi più importanti della scena punk, hardcore e metal mondiale: Dead Kennedys, GBH, Corrosion of Conformity, Suicidal Tendencies, Motörhead, Cro Mags, Sick of it All, Agnostic Front, Circle Jerks, Scream, Adolescents, Rancid, Poison Idea, Slayer, Venom, D.R.I., e nel 1985 in un piccolo club di Seattle una band ancora sconosciuta apre per un loro concerto, i Guns'n'Roses. Rimangono la band più longeva nella storia del punk hardcore italiano.

## Formazione

### Formazione attuale
- Mauro "MP" Codeluppi – voce
- Paolo Di Bernardo – chitarra
- Marco Massarenti – basso
- Mattia "Berta" Bertani – batteria

### Ex componenti
- Tommi Prodi – chitarra
- Giuseppe "Junior" Codeluppi – chitarra
- Davide Devoti – chitarra
- Niccolò Bossini – chitarra
- Luca Carpi – chitarra
- Silvio Stefanini – chitarra
- Maurizio Dodi – basso
- Alessandro Paolucci – basso
- Alessandro "Ronko" Ronchini – basso
- Helder Stefanini – batteria
- Paolo Casali – batteria
- Andrea Cavani – batteria
- Emanuele Castagneti – batteria
- Fabiano Bianco – batteria
- Fabio Ferrari – batteria
- Roberto Colla – batteria
- Gianmarco Agosti – batteria

## Discografia
Album in studio
- 1983 – You Are the Victim
- 1985 – Screams from the Gutter
- 1986 – After Your Brain
- 1989 – Mine to Kill
- 1993 – Too Tough to Burn
- 1995 – Fight
- 1998 – Reptile House
- 2001 – Trust Me
- 2003 – Still Screaming, After 20 Years
- 2010 – Resuscitate
- 2014 – Tired & Furious
- 2017 – Inferno

Album dal vivo
- 1985 – Live In The U.S.A.
- 1991 – Live Danger
- 1996 – Live From The Gutter

Raccolte
- 2004 – The Hit List
- 2005 – Fuck Authority
- 2010 – The Reagan Years
- 2012 – Birth

EP
- 1985 – Wop Hour

Split
- 1985 – Wop Hour / Shout (con i Mottek)
- 2001 – The Dirty Rotten Power EP (con i D.R.I.)
- 2012 – No More Borders (con MDC, Naked Aggression e Som-Hinoise)

Demo
- 1983 – Raw Power

### Documentari
- Italian Punk Hardcore: 1980-1989 di Angelo Bitonto, Giorgio S. Senesi e Roberto Sivilia (2015)